# Llista de topònims de Bellmunt del Priorat
Llista de topònims (noms propis de lloc) del municipi de Bellmunt del Priorat, al Priorat
Informació actualitzada per un bot. Els canvis manuals es perdran quan s'actualitzi!

## casa
| imatge | Nom        | Ubicat a             | instància de | Detalls                     | coordenades                                        | Protecció                   | Commons (més fotos) | Dades a WD                    |
| ------ | ---------- | -------------------- | ------------ | --------------------------- | -------------------------------------------------- | --------------------------- | ------------------- | ----------------------------- |
|        | Cal Sas I  | Bellmunt del Priorat | casa         | Estil: arquitectura popular | 41° 09′ 55″ N, 0° 46′ 00″ E / 41.16537°N,0.76675°E | bé cultural d'interès local |                     | Modifica les dades a Wikidata |
|        | Cal Sas II | Bellmunt del Priorat | casa         | Estil: arquitectura popular | 41° 09′ 54″ N, 0° 46′ 00″ E / 41.1651°N,0.76678°E  | bé cultural d'interès local |                     | Modifica les dades a Wikidata |

## edifici
| imatge | Nom                           | Ubicat a             | instància de | Detalls                                              | coordenades                                                                                   | Protecció                                  | Commons (més fotos)           | Dades a WD                    |
| ------ | ----------------------------- | -------------------- | ------------ | ---------------------------------------------------- | --------------------------------------------------------------------------------------------- | ------------------------------------------ | ----------------------------- | ----------------------------- |
|        | Antic economat de la Mina     | Bellmunt del Priorat | edifici      | Estil: arquitectura popular                          | 41° 09′ 50″ N, 0° 45′ 57″ E / 41.16399°N,0.7657°E                                             | bé cultural d'interès local                |                               | Modifica les dades a Wikidata |
|        | Casa de la Mina               | Bellmunt del Priorat | edifici      | Estil: arquitectura modernista 1905                  | 41° 09′ 51″ N, 0° 45′ 56″ E / 41.164166666667°N,0.76555555555556°E ca:Plaça de Miquel Muntané | bé integrant del patrimoni cultural català |                               | Modifica les dades a Wikidata |
|        | Colònia Minera de Bellmunt    | Bellmunt del Priorat | edifici      | Estil: arquitectura popular                          | 41° 09′ 49″ N, 0° 45′ 48″ E / 41.16361°N,0.7634°E                                             | bé cultural d'interès local                |                               | Modifica les dades a Wikidata |
|        | Mines de Bellmunt del Priorat | Bellmunt del Priorat | edifici      | Estil: arquitectura popular                          | 41° 09′ 49″ N, 0° 45′ 48″ E / 41.16361°N,0.7634°E                                             | bé cultural d'interès local                | Mines de Bellmunt del Priorat | Modifica les dades a Wikidata |
|        | el Casal                      | Bellmunt del Priorat | edifici      | Estil: arquitectura popular arquitectura neoclàssica | 41° 09′ 53″ N, 0° 46′ 00″ E / 41.16465°N,0.76673°E                                            | bé integrant del patrimoni cultural català |                               | Modifica les dades a Wikidata |
|        | el Xalet de les Mines de Plom | Bellmunt del Priorat | edifici      | Estil: arquitectura modernista                       | 41° 09′ 45″ N, 0° 45′ 43″ E / 41.1625°N,0.76194444444444°E ca:Carretera al Molar              | bé cultural d'interès local                |                               | Modifica les dades a Wikidata |

## masia
| imatge | Nom              | Ubicat a             | instància de | Detalls                     | coordenades                                                          | Protecció                                  | Commons (més fotos) | Dades a WD                    |
| ------ | ---------------- | -------------------- | ------------ | --------------------------- | -------------------------------------------------------------------- | ------------------------------------------ | ------------------- | ----------------------------- |
|        | Casa Gran        | Bellmunt del Priorat | masia        | Estil: arquitectura popular | 41° 09′ 44″ N, 0° 44′ 19″ E / 41.1623°N,0.73859°E                    | bé integrant del patrimoni cultural català |                     | Modifica les dades a Wikidata |
|        | Casa del Lluís   | Bellmunt del Priorat | masia        |                             | 41° 09′ 48″ N, 0° 46′ 01″ E / 41.1632200567357°N,0.766917764931454°E |                                            |                     | Modifica les dades a Wikidata |
|        | Caseta del Cros  | Bellmunt del Priorat | masia        |                             | 41° 09′ 56″ N, 0° 45′ 10″ E / 41.1655547971186°N,0.752666733469285°E |                                            |                     | Modifica les dades a Wikidata |
|        | Mas d'en Mariano | Bellmunt del Priorat | masia        |                             | 41° 09′ 42″ N, 0° 46′ 49″ E / 41.16155278°N,0.78025°E                |                                            |                     | Modifica les dades a Wikidata |
|        | Mas del Gil      | Bellmunt del Priorat | masia        |                             | 41° 09′ 15″ N, 0° 45′ 55″ E / 41.15419444°N,0.765375°E               |                                            |                     | Modifica les dades a Wikidata |
|        | Mas del Sobirat  | Bellmunt del Priorat | masia        |                             | 41° 09′ 11″ N, 0° 44′ 30″ E / 41.15299480677°N,0.74172235780526°E    |                                            |                     | Modifica les dades a Wikidata |
|        | lo Xalet         | Bellmunt del Priorat | masia        |                             | 41° 09′ 45″ N, 0° 45′ 58″ E / 41.1624902508651°N,0.765977153709423°E |                                            |                     | Modifica les dades a Wikidata |

## mina
| imatge | Nom                                        | Ubicat a             | instància de | Detalls                     | coordenades                                        | Protecció                   | Commons (més fotos)                        | Dades a WD                    |
| ------ | ------------------------------------------ | -------------------- | ------------ | --------------------------- | -------------------------------------------------- | --------------------------- | ------------------------------------------ | ----------------------------- |
|        | Mina Eugènia                               | Bellmunt del Priorat | mina         |                             | 41° 09′ 42″ N, 0° 45′ 47″ E / 41.1618°N,0.76302°E  | bé cultural d'interès local |                                            | Modifica les dades a Wikidata |
|        | Mina Règia                                 | Bellmunt del Priorat | mina         | Estil: arquitectura popular | 41° 09′ 48″ N, 0° 45′ 01″ E / 41.16344°N,0.75041°E | bé cultural d'interès local |                                            | Modifica les dades a Wikidata |
|        | Museu de les Mines de Bellmunt del Priorat | Bellmunt del Priorat | mina         | 2002                        |                                                    |                             | Museu de les Mines de Bellmunt del Priorat | Modifica les dades a Wikidata |

## molí d'aigua
| imatge | Nom               | Ubicat a             | instància de | Detalls                     | coordenades                                                         | Protecció                                  | Commons (més fotos) | Dades a WD                    |
| ------ | ----------------- | -------------------- | ------------ | --------------------------- | ------------------------------------------------------------------- | ------------------------------------------ | ------------------- | ----------------------------- |
|        | Molins de la Vila | Bellmunt del Priorat | molí d'aigua |                             | 41° 08′ 55″ N, 0° 46′ 18″ E / 41.148746877434°N,0.771627402832847°E |                                            |                     | Modifica les dades a Wikidata |
|        | Molí del Mig      | Bellmunt del Priorat | molí d'aigua | Estil: arquitectura popular |                                                                     | bé integrant del patrimoni cultural català |                     | Modifica les dades a Wikidata |

## muntanya
| imatge | Nom             | Ubicat a             | instància de | Detalls | coordenades                                                         | Protecció | Commons (més fotos) | Dades a WD                    |
| ------ | --------------- | -------------------- | ------------ | ------- | ------------------------------------------------------------------- | --------- | ------------------- | ----------------------------- |
|        | Lo Sarraí       | Bellmunt del Priorat | muntanya     |         | 41° 09′ 26″ N, 0° 45′ 16″ E / 41.15722222°N,0.75433333°E 349.7 msnm |           |                     | Modifica les dades a Wikidata |
|        | Los Colls Rojos | Bellmunt del Priorat | muntanya     |         | 41° 09′ 11″ N, 0° 45′ 32″ E / 41.153°N,0.758803°E 361.4 msnm        |           |                     | Modifica les dades a Wikidata |
|        | la Morlanda     | Bellmunt del Priorat | muntanya     |         | 41° 09′ 03″ N, 0° 45′ 14″ E / 41.1509°N,0.753928°E 302.6 msnm       |           |                     | Modifica les dades a Wikidata |

## Misc
| imatge | Nom                                                   | Ubicat a                        | instància de                                   | Detalls                         | coordenades | Protecció                   | Commons (més fotos) | Dades a WD                    |
| ------ | ----------------------------------------------------- | ------------------------------- | ---------------------------------------------- | ------------------------------- | --- | --------------------------- | ------------------- | ----------------------------- |
|        | Bellmunt del Priorat                                  | Bellmunt del Priorat            | entitat singular de població capital municipal | 294 hab                         | 41° 09′ 50″ N, 0° 45′ 59″ E / 41.16388072°N,0.7662584°E 263 msnm                                                            |                             |                     | Modifica les dades a Wikidata |
|        | Paisaje de las minas de plomo de Bellmunt del Priorat | Bellmunt del Priorat            | paisatge cultural                              |                                 | 41° 09′ 41″ N, 0° 45′ 46″ E / 41.161381°N,0.762726°E                                                                        |                             |                     | Modifica les dades a Wikidata |
|        | Santa Llúcia de Bellmunt                              | Bellmunt del Priorat            | església                                       | Estil: arquitectura neoclàssica | 41° 09′ 50″ N, 0° 45′ 58″ E / 41.164°N,0.76613°E                                                                            | bé cultural d'interès local |                     | Modifica les dades a Wikidata |
|        | casa consistorial de Bellmunt del Priorat             | Bellmunt del Priorat            | casa consistorial                              |                                 | 41° 09′ 50″ N, 0° 45′ 55″ E / 41.1639659°N,0.7653409°E                                                                      |                             |                     | Modifica les dades a Wikidata |
|        | riu de Siurana                                        | Baix Camp Priorat Ribera d'Ebre | curs d'aigua                                   | Desemboca: Ebre Llarg: 50km     | 41° 16′ 37″ N, 0° 59′ 58″ E / 41.276988°N,0.999557°E 41° 07′ 54″ N, 0° 38′ 41″ E / 41.13170194444445°N,0.6447438888888889°E |                             | Riu de Siurana      | Modifica les dades a Wikidata |
|        | serra de la Cova Santa                                | Bellmunt del Priorat el Masroig | serra                                          |                                 | 41° 08′ 55″ N, 0° 44′ 24″ E / 41.14861111°N,0.74001389°E 243.3 msnm                                                         |                             |                     | Modifica les dades a Wikidata |